# Agnès della Faille d'Huysse
Agnès Berthe Marie Gabrielle barones della Faille d'Huysse (Brussel, 8 maart 1888 - Huise, 5 juni 1971) was een Belgisch politicus en weerstander. Zij was van 1946 tot 1950 senator voor de CVP en van 1927 tot 1970 burgemeester van Huise.

## Afkomst en studies
Agnès della Faille d'Huysse was afkomstig uit de tak van het adellijke geslacht Della Faille dat in 1654 de heerlijkheid Huise kocht en sinds 1736 de naam Della Faille d'Huysse droeg, bij de verheffing van de heerlijkheid tot baronie. Dat jaar werd door keizer Karel VI van het Heilige Roomse Rijk de baronstitel verleend aan François-Albert della Faille d'Huysse (1697-1782), voorvader van Agnès.
Agnès was het oudste kind van acht van baron Gaëtan della Faille d'Huysse (1845-1926), bewoner van het kasteel van Lozer en net als zijn grootvader burgemeester van Huise. Haar moeder was gravin Elisabeth de Ribaucourt (1865-1931). Zij volgde middelbaar onderwijs in het Franse Rijsel waarna ze naar Groot-Brittannië trok. Daar kwam ze in aanraking met de paardensport en werd ze een verdienstelijk ruiter. Haar vader was trouwens ondervoorzitter van de Vereniging van het Belgisch trekpaard en rijtuigmenner bij de Rallye van Waregem. In 1910 werd ze hofdame van koningin Elisabeth.

## Eerste Wereldoorlog
Tijdens de Eerste Wereldoorlog maakte ze zich verdienstelijk als verpleegster en ging ze in het verzet. In 1916 werd ze gearresteerd en bracht verschillende maanden in gevangenschap door. Ze werd in 1921 eredame van koningin Elisabeth.

## Burgemeester
In augustus 1926 stierf haar vader Gaëtan della Faille d'Huysse na ruim 50 jaar burgemeester van Huise te zijn geweest. Omdat haar vier broers waren overleden - drie op heel jonge leeftijd, de vierde gesneuveld in 1916 - en het de traditie was dat de familie de burgemeester van het landbouwdorp leverde waar ze onder het ancien régime heer van de heerlijkheid waren geweest, was het Agnès die zich in oktober 1926 kandidaat stelde voor de gemeenteraadsverkiezingen. Zij werd verkozen en werd in 1927 de nieuwe burgemeester van het dorp. Het ambt van burgemeester en schepen van een gemeente was pas in 1921 opengesteld voor vrouwen zodat Della Faille een van de eerste vrouwelijke burgemeesters in België werd.

## Tweede Wereldoorlog
Tijdens de Tweede Wereldoorlog werd Agnès della Faille door de bezetter uit het burgemeestersambt ontslagen. Ze ging opnieuw in het verzet, ditmaal samen met haar zus Marie-Madeleine. Ze maakten deel uit van de inlichtingendienst en ontsnappingsroute Tempo, waar veel vrouwen bij aangesloten waren. Agnès werd in december 1942 voor Tempo de sectorverantwoordelijke, eerst voor de beide Vlaanderen, vervolgens voor Oost-Vlaanderen. Op 10 januari 1944 werd ze gearresteerd, maar na ondervraging en bij gebrek aan bewijzen, op 18 januari weer vrij gelaten. Haar zus Marie-Madeleine, echtgenote van graaf Amédée de Beauffort, werd diezelfde dag van de gevangenis van Namen overgebracht naar die van Sint-Gillis, van waar ze werd gedeporteerd naar het concentratiekamp Ravensbrück en waar ze einde februari 1945 stierf.

## Burgemeester en senator
Bij de Bevrijding in 1944 nam Agnès della Faille haar ambt van burgemeester weer op en werd bij de opeenvolgende verkiezingen tot en met die van 1964 regelmatig herkozen.
In 1946 werd ze verkozen tot senator voor de CVP. Haar oom Herman della Faille d'Huysse (1846-1922) was van 1902 tot aan zijn dood senator geweest. Ook haar grootoom Hippolyte della Faille d'Huysse (1799-1875) was volksvertegenwoordiger, senator en ondervoorzitter van de senaat. Die zijn broer Adolphe della Faille d'Huysse (1798-1873) was volksvertegenwoordiger en voorzitter van de provincieraad van Oost-Vlaanderen. Haar overgrootvader François della Faille d'Huysse (1771-1835) was ook al senator in het jonge koninkrijk België, na lid te zijn geweest van de Tweede Kamer van het Verenigd Koninkrijk der Nederlanden. Het lidmaatschap van de nationale vertegenwoordiging was dan ook al evenzeer een stevige traditie in de familie als het burgemeesterschap van Huise.
Zij was in het Parlement actief op het gebied van hulp aan oorlogsweduwen, de regeling van het statuut van politieke gevangenen en de verbetering van de jeugdbescherming. Zij maakte deel uit van de commissie die de integratie van vrouwen bij de politie bestudeerde.
Della Faille bleef senator tot in 1950 waarna zij zich volledig wijdde aan het burgemeesterschap van Huise, een ambt dat ze bleef uitoefenen tot eind 1970. In juni van het daaropvolgende jaar stierf ze op 83-jarige leeftijd. Ze bleef ongehuwd.